# 弓取村
弓取村（ゆみとりむら）は、かつて石川県石川郡に存在した村。

## 地理
- 現在の北陸鉄道本社（割出）、金沢市立諸江町小学校（北安江）がある。
- 河川：浅野川、弓取川

## 歴史
- 1889年（明治22年）4月1日 - 町村制の施行により、三口村、割出村、諸江村、上安江村、下安江村及び三ツ屋村の区域をもって、弓取村が発足する[3][4]。
- 1925年（大正14年）4月10日 - 金沢市に編入する[1]。
- 1968年（昭和43年） - 三口町の区域の一部を弓取町[4]及び問屋町[5]が新設する。

## 村長
- 神保小太郎

## 地域

### 教育
- 弓取村尋常小学校[3]
  - 金沢市編入時に金沢市立諸江町尋常高等小学校に名称を変更する[3]。

## 現在の町名
住居表示実施地域
- 諸江町の全域と駅西新町、西念、北安江、堀川町、堀川新町、木ノ新保町、広岡の各一部。

住居表示未実施地域
- 三口町、割出町、諸江町、三ツ屋町、弓取町の全域と問屋町、三浦町の各一部。